# Ludăneasca
Ludăneasca – wieś w Rumunii, w okręgu Teleorman, w gminie Răsmirești. W 2011 roku liczyła 172 mieszkańców.